# (3205) Boksenberg
(3205) Boksenberg (1979 MO6; 1975 TG6; 1982 JM) ist ein ungefähr zwölf Kilometer großer Asteroid des mittleren Hauptgürtels, der am 25. Juni 1979 von den US-amerikanischen Astronomen Schelte John Bus und Eleanor Helin am Siding-Spring-Observatorium in der Nähe von Coonabarabran, New South Wales in Australien (IAU-Code 260) entdeckt wurde. Er gehört zur Adeona-Familie, einer Gruppe von Asteroiden, die nach (145) Adeona benannt ist.

## Benennung
(3205) Boksenberg wurde nach dem Physiker und Astronomen Alexander Boksenberg (* 1936) aus dem Vereinigten Königreich benannt, der von 1981 bis 1996 Direktor des Royal Greenwich Observatory war. Die Entdeckerin Eleanor Helin würdigte durch die Benennung die Rolle, die Boksenberg bei der Einführung der 1,2-m-Schmidt-Anlage in das Siding-Spring-Observatorium gespielt hatte. Die Benennung wurde vom US-amerikanischen Astronomen Wallace Sargent unterstützt.